# Polyscias filicifolia
Polyscias filicifolia är en araliaväxtart som först beskrevs av Charles Moore och Eugène Pierre Nicolas Fournier, och fick sitt nu gällande namn av Liberty Hyde Bailey. Polyscias filicifolia ingår i släktet Polyscias och familjen Araliaceae. Inga underarter finns listade.

## Bildgalleri

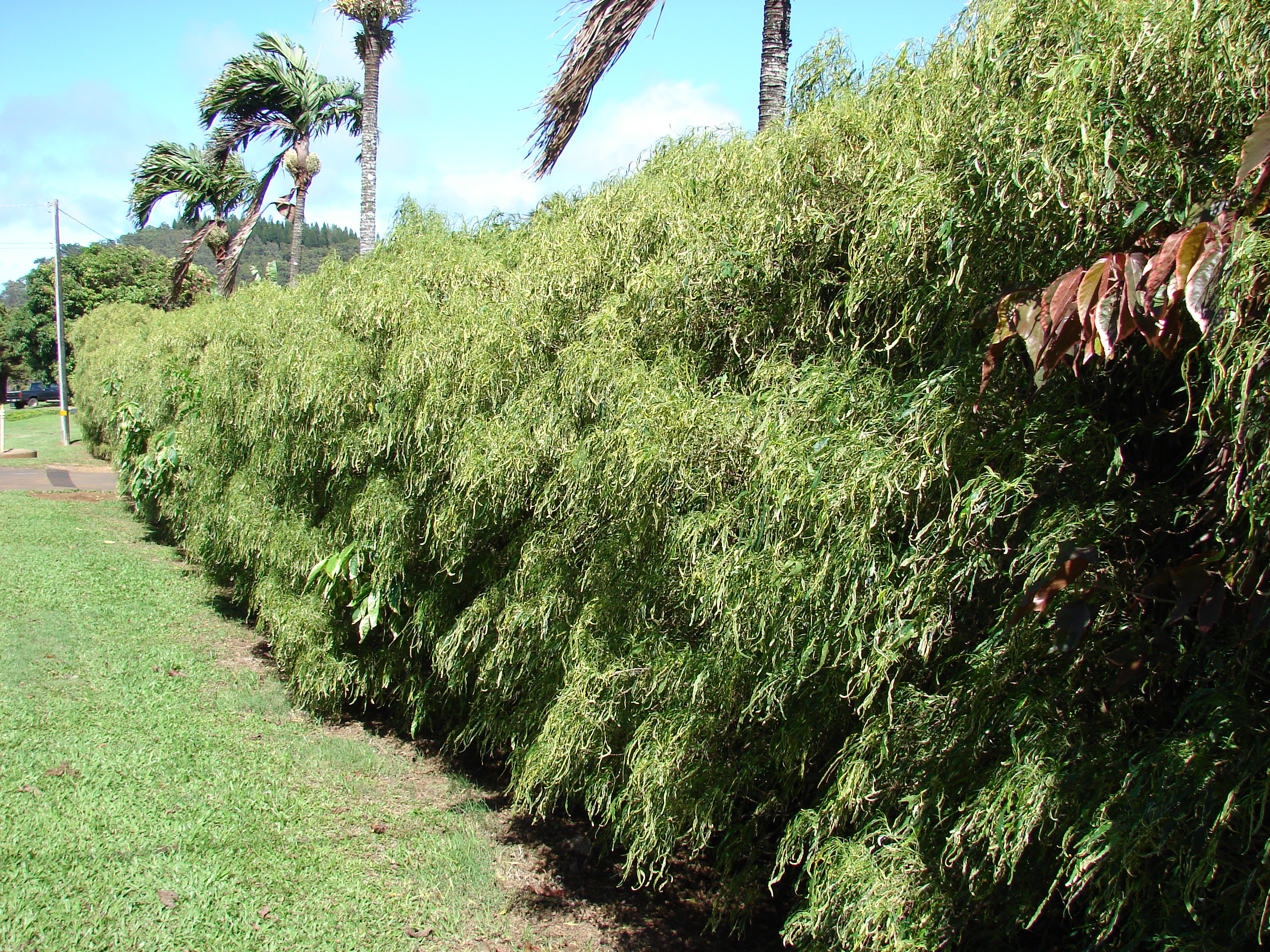
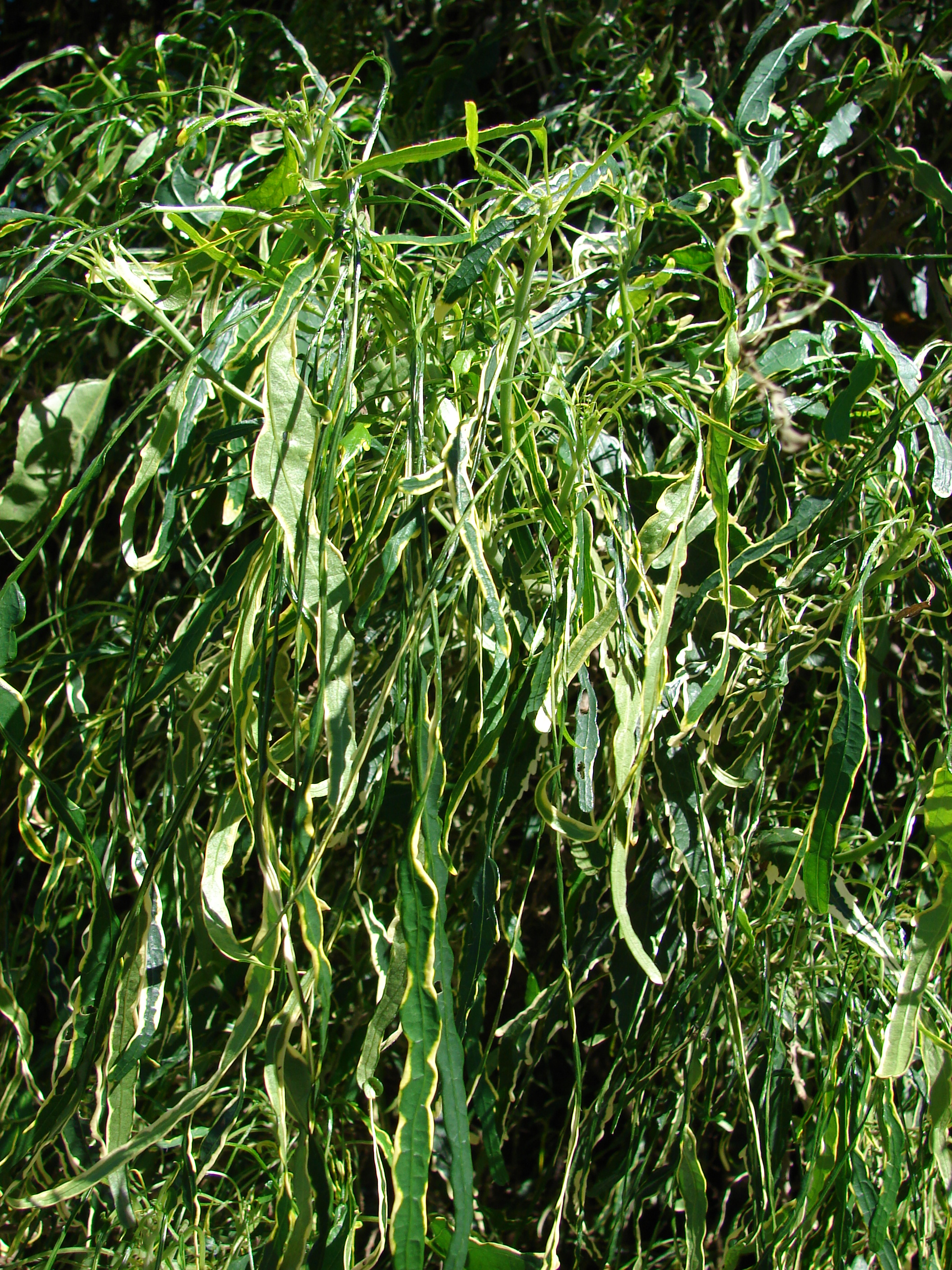
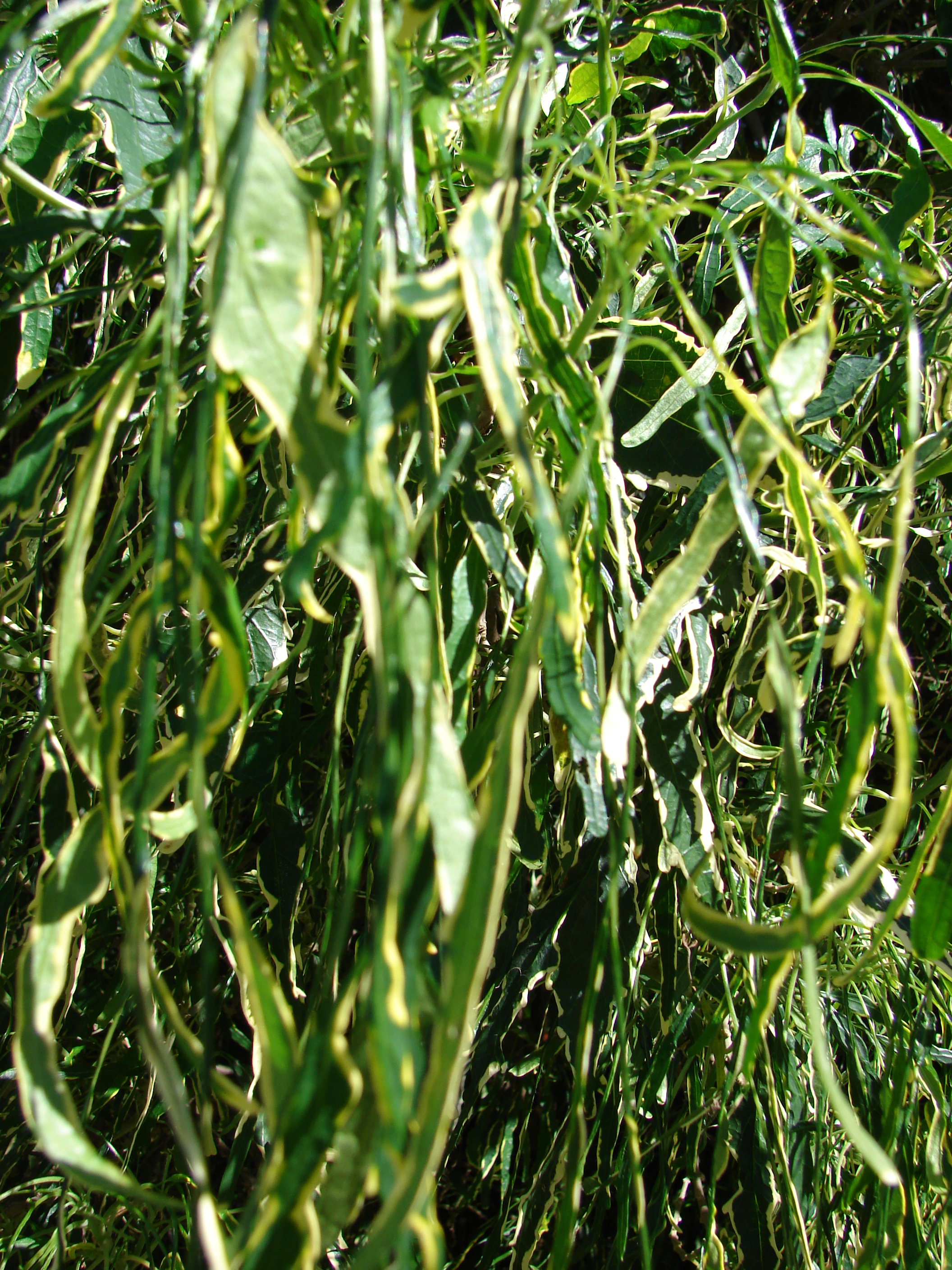
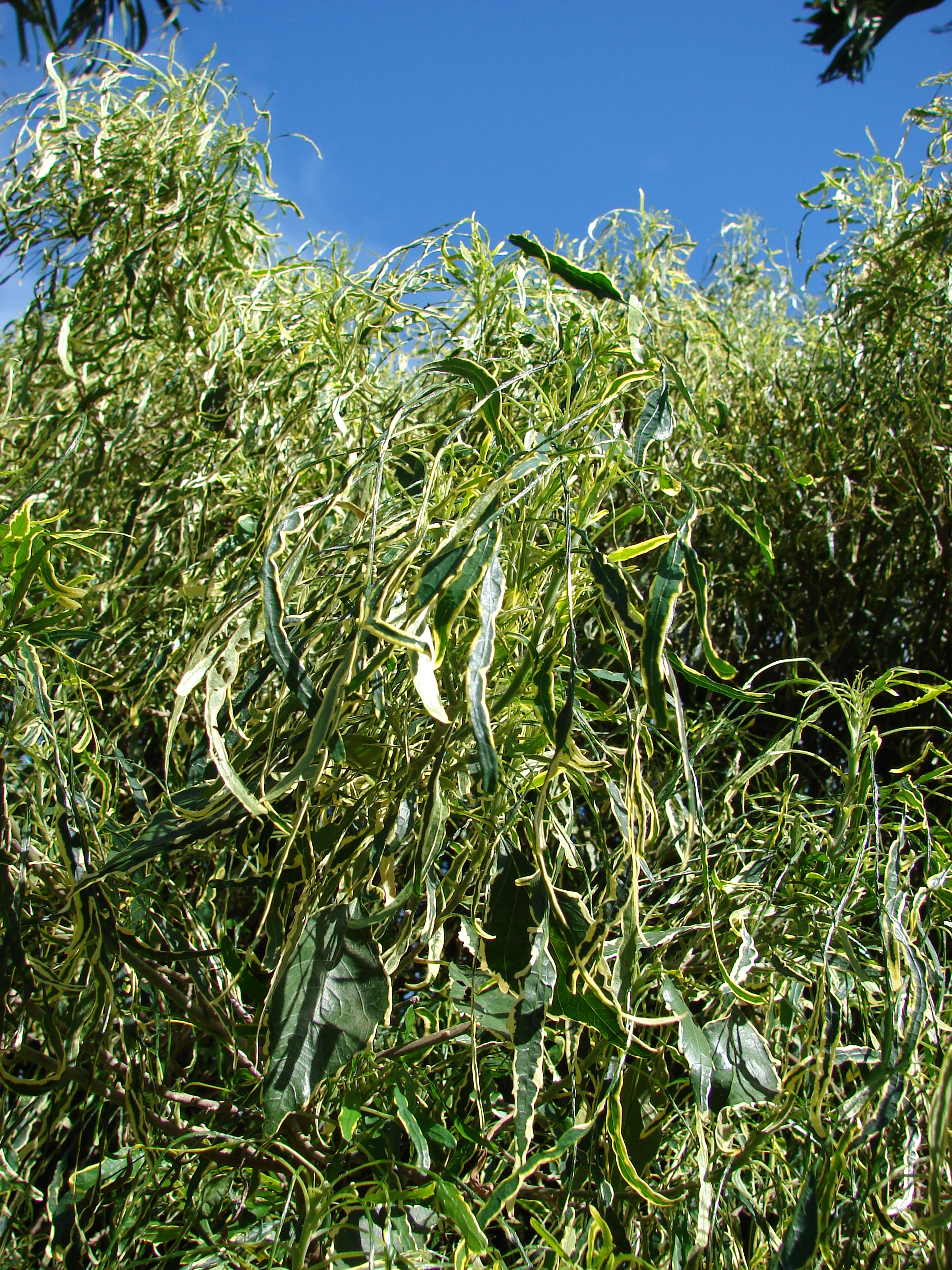
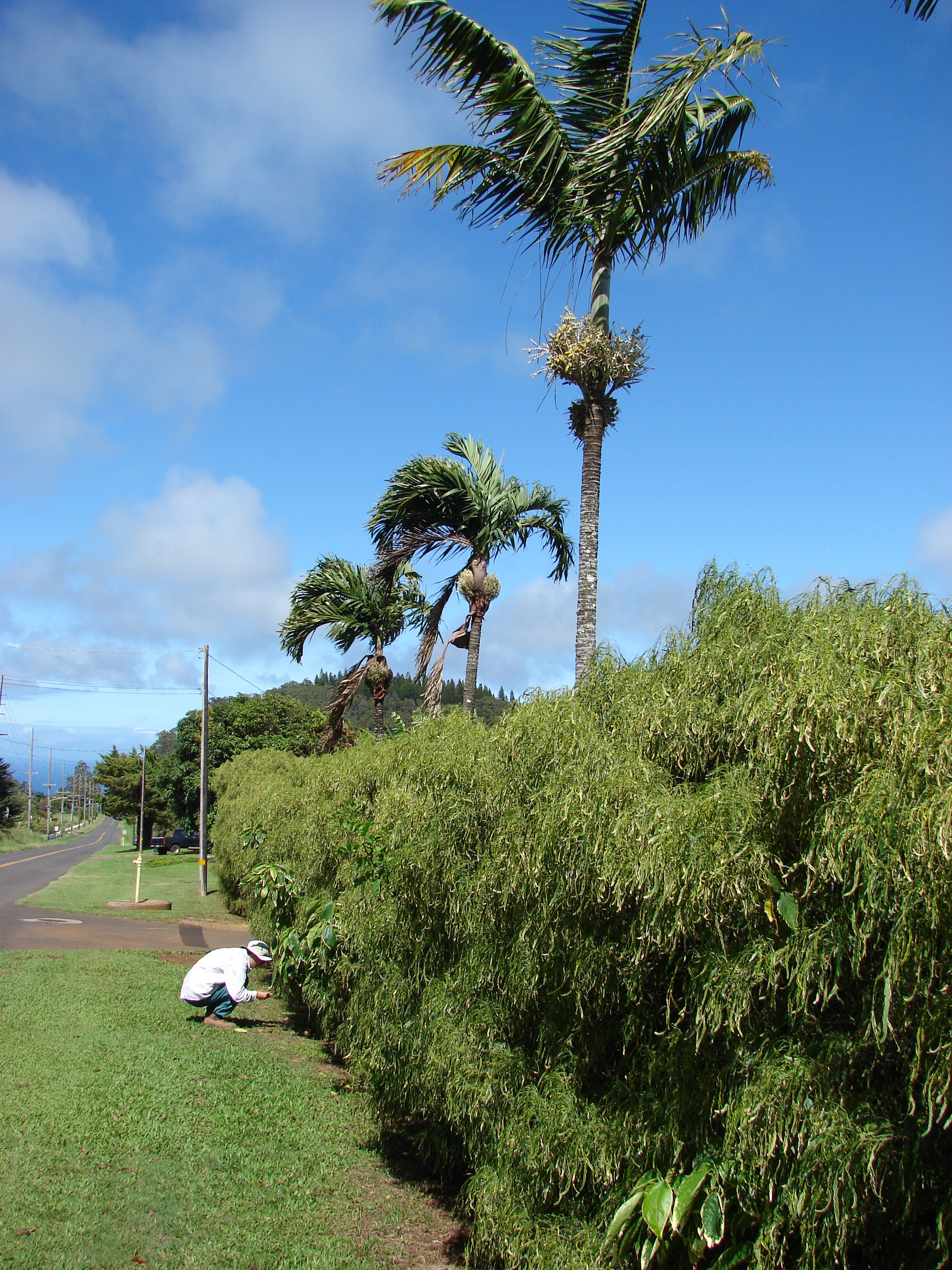